# Die Nonne und der Kommissar
Die Nonne und der Kommissar ist eine vom Südwestrundfunk in Zusammenarbeit mit der Baden-Badener Maran Film produzierte deutsche Kriminalkomödie von Hajo Gies mit Ann-Kathrin Kramer und Günther Maria Halmer in den Titelrollen. Die Erstausstrahlung erfolgte am 23. August 2006 im Ersten.
2009 wurde eine Fortsetzung unter dem Titel Die Nonne und der Kommissar – Todesengel gesendet, die ebenfalls Regisseur Hajo Gies inszenierte. Eine abschließende dritte und letzte Folge mit dem Titel Die Nonne und der Kommissar – Verflucht wurde 2010 unter der Regie von Berno Kürten gedreht und am 7. März 2012 gesendet.

## Handlung
Im Kloster Marienthal erwartet man die zu ihnen strafversetzte und recht eigenwillige, aber dennoch liebenswerte Nonne Camilla. Schon kurze Zeit nach ihrer Ankunft findet sie in der Klosterkapelle die Leiche von Tobias Schäfer, dem stellvertretenden Geschäftsführer der Firma von Anton Boenisch. Am Tatort begegnet ihr die im neunten Monat schwangere 20-jährige Svenja. Der Vater des werdenden Kindes ist der Tote. Sie beteuert Camilla gegenüber Tobias nichts getan zu haben und ergreift die Flucht.
Die Arbeiten der Polizei werden von Kommissar Josef Baumert geleitet, dem Camilla, in ihrer vorlauten Art, sogleich in die Quere kommt. Zur Strafe nimmt er sie mit aufs Revier und vernimmt sie dort. Camilla gibt an, einen blauen PKW wegfahren gesehen zu haben. Svenjas Anwesenheit in der Kapelle verschweigt sie dem Kommissar, doch anhand von Fußabdrücken weiß er, dass noch jemand am Tatort gewesen ist.
Camilla will Svenja überreden, sich selbst der Polizei zu stellen, um die Angelegenheit zu klären, aber im Dorf trifft sie nur Svenjas Vater an. Von ihm erfährt sie, dass Schäfers Arbeitgeber Anton Boenisch, der in Kürze die ehemalige Apothekerin Angelique Koslowski heiraten will, einen blauen PKW besitzt und sehr wahrscheinlich eifersüchtig auf Tobias Schäfer war. Dem will Camilla sogleich nachgehen und fährt zu Boenischs Haus, wo sie einen frisch gewaschenen blauen PKW vorfindet. Sie schleicht sich ins Gebäude und nimmt ein Paar Schuhe an sich, an denen sie Spuren vom Tatort vermutet. Auf dem Rückweg kollidiert sie mit Kommissar Baumert und übergibt ihm ihre Beweisstücke. Sie verrät ihm auch, was sie alles beobachtet habe. Baumert ist zwar nicht begeistert, dass sich da jemand in seine Ermittlungen einmischt, kann sich aber einer gewissen Sympathie der jungen Nonne gegenüber nicht erwehren. Auch wenn Camilla ihm noch immer nichts von Svenja erzählt hat, findet der Kommissar dies schon bald heraus. Aus Angst hält sich Svenja in einer Waldhütte versteckt, wo bei ihr inzwischen die Wehen einsetzen und zum Glück die Nonnen von dem Versteck wissen. Sie helfen bei der Geburt und Svenja spricht mit Camilla, was in der Kapelle vorgefallen war. So wirkte Tobias völlig betrunken auf sie und sei euphorisch auf den Altartisch gestiegen und dann hinuntergestürzt. Camilla kommt es seltsam vor, dass er getrunken haben sollte, wo er doch mit dem Auto unterwegs war. Sie schlussfolgert, dass Tobias vergiftet worden sein und Eifersucht dahinterstecken muss. Kommissar Baumert findet die Theorie zwar sehr abenteuerlich, lässt die Leiche aber dennoch auf Giftspuren untersuchen. Dabei stellt sich heraus, dass tatsächlich Gift im Spiel war.
Camilla entdeckt inzwischen ein ganz anderes Tatmotiv, denn Angelique Koslowski ist offensichtlich eine Heiratsschwindlerin und Tobias war dahintergekommen. Aus Angst, dass er ihre Pläne und die Hochzeit mit dem vermögenden Boenisch durchkreuzen könnte, hat sie ihn zum Schweigen gebracht. Camilla macht sich sofort auf den Weg zu Boenisch, um ihn zu warnen. Doch der will ihr nicht glauben. Als er ihr einen Tee reicht, merkt Camilla zu spät, dass Koslowski auch sie vergiften will. Auf dem Rückweg zum Kloster wird ihr übel und benommen stürzt sie beinahe mit ihrem Fahrrad. Kommissar Baumert findet sie gerade noch rechtzeitig und so kann ihr noch geholfen werden. Angelique Koslowski wird von ihm festgenommen, nachdem er beweisen kann, wie sie Schäfer das Gift verabreicht hatte.

## Produktionsnotizen
Die Dreharbeiten für Die Nonne und der Kommissar erstreckten sich vom 10. Mai 2005 bis zum 12. Juni 2005 und fanden im Kloster Bebenhausen, in Baden-Baden und Umgebung sowie in Tübingen statt. Im Januar 2013 erschien der Film mit den beiden Fortsetzungen von 2009 und 2012 bei Studio Hamburg Enterprises auf DVD.

## Kritik
Rainer Tittelbach von tittelbach.tv urteilte: „Eine Krimikomödie, die angenehm unaufgeregt unterhält. Das Interesse an der Auflösung des Mordes hält sich freilich in Grenzen und auch die komischen Momente sind nicht der Inbegriff an Originalität. Dennoch: eine Klasse besser als der Nachzieher 2009.“ „Schimanski-Erfinder Hajo Gies hat das Buch von Martina Brand mit einer recht volksnahen Variante von Humor versehen. Die Gegensätze zwischen der stets ungebremsten Camilla und dem gelassenen Temperament des Provinzermittlers werden nie zu offensichtlich ausgespielt. Die Schwesterntracht rettet ‚Die Nonne und der Kommissar‘ vor allzu dicken Klischees. “
Das Lexikon des internationalen Films schrieb: „Der komödiantische (Fernseh-)Krimi bezieht einen Teil seiner Spannung aus der Diskrepanz zwischen der starren Klosterhierarchie und der ebenso neugierigen wie mitunter vorschnellen Nonne und dem unorthodoxen Kommissar.“
Tilmann P. Gangloff wertete für Kino.de: „Der Reiz des Films besteht naturgemäß in den gemeinsamen Szenen des Titelpaars. Sie sind zwar bei weitem nicht so amüsant oder gar tiefgründig wie weiland die Konfrontationen zwischen Don Camillo und Peppone, wie der Name der detektivisch begabten Nonne vielleicht nahe legen könnte; aber während Kramer Schwester Camilla als Frohnatur anlegt, spielt Halmer den eigenwilligen Land-Gendarm Baumerten immerhin mit grimmigem Humor und manch atheistischem Seitenhieb.“
Die Kritiker der Fernsehzeitschrift TV Spielfilm meinten: „Miss Marple und Don Camillo lassen grüßen – zum Glück überzeugt die Kramer als impulsive Nonne in Turnschuhen ebenso wie Halmer als gottloser Grantler. Dank dieses Duos und der schwungvollen Regie seien dem Film einige altbackene Scherze und ein unpfiffiger Plot vergeben.“ Sie resümieren: „Kurzweilige Krimi-Folk-lore aus dem TV-Kloster“.